# 1802 w sztukach plastycznych
Wydarzenia w sztukach plastycznych i wizualnych w 1802 roku.

## Malarstwo
- William Turner

Jason – olej na płótnie, 90,2 × 119,7 cm
- Francisco Goya

José Queraltó – olej na płótnie, 101,5 × 76,1 cm

## Urodzeni
- 17 czerwca – Hermann Mayer Salomon Goldschmidt (zm. 1866), niemiecki malarz i astronom
- 25 października – Richard Parkes Bonington (zm. 1828), angielski malarz i grafik
- 27 grudnia – Thomas Fearnley (zm. 1842), norweski malarz
- David Octavius Hill, (zm. 1870), szkocki malarz i pionier fotografii
- Roman Rupniewski, (zm. 1892), polski malarz i oficer artylerii
- Wincenty Kasprzycki, (zm. 1849), polski malarz i litograf

## Zmarli
- 9 listopada – Thomas Girtin, (ur. 1775), angielski malarz, rysownik i grafik
- 15 listopada – George Romney, (ur. 1734) – brytyjski malarz
- 5 grudnia – Lemuel Francis Abbott, (ur. ok. 1760) – brytyjski malarz
- 27 grudnia – Jens Juel, (ur. 1745), duński malarz
- Iwan Argunow – (ur. 1729), rosyjski malarz i pedagog